# Aartsbisdom Belgrado
Het aartsbisdom Belgrado is een rooms-katholiek aartsbisdom in Servië. Kardinaal-priester Ladislav Német is katholiek aartsbisschop van Belgrado.